# Championnat de la Barbade de football 2012
Navigation
Saison précédente Saison suivante
La saison 2012 du Championnat de la Barbade de football est la quarante-cinquième édition de la Premier League, le championnat national à la Barbade. Les dix équipes engagées sont regroupées au sein d'une poule unique où elles s'affrontent à deux reprises. En fin de saison, les deux derniers du classement sont relégués et remplacés par les deux meilleures formations de Division 1.
C'est le club de Weymouth Wales FC qui remporte la compétition cette saison après avoir terminé en tête du classement final, avec deux points d'avance sur Brittons Hill FC et Barbados Defence Force SC, promu de deuxième division. Il s’agit du quinzième titre de champion de la Barbade de l'histoire du club, le premier depuis 1986.

## Les clubs participants
- Dayrells Road FC - Promu de Division 1
- Notre Dame SC
- Youth Milan FC
- Pride of Gall Hill FC
- Barbados Defence Force SC - Promu de Division 1
- Paradise Football Club
- Brittons Hill FC
- Pinelands SC
- Weymouth Wales FC
- Bagatelle FC

## Compétition
Le barème de points servant à établir le classement se décompose ainsi :
- Victoire : 3 points
- Match nul : 1 point
- Défaite : 0 point

### Classement
| Rang | Équipe                       | Pts | J  | G  | N | P  | Bp | Bc | Diff |
| ---- | ---------------------------- | --- | -- | -- | - | -- | -- | -- | ---- |
| 1    | Weymouth Wales FC            | 40  | 18 | 12 | 4 | 2  | 40 | 10 | +30  |
| 2    | Brittons Hill FC             | 38  | 18 | 11 | 5 | 2  | 26 | 9  | +17  |
| 3    | Barbados Defence Force SCP C | 38  | 18 | 12 | 2 | 4  | 31 | 17 | +14  |
| 4    | Pride of Gall Hill FC        | 27  | 18 | 8  | 3 | 7  | 26 | 21 | +5   |
| 5    | Youth Milan FCT              | 25  | 18 | 7  | 4 | 7  | 27 | 28 | -1   |
| 6    | Notre Dame SC                | 24  | 18 | 7  | 3 | 8  | 32 | 25 | +7   |
| 7    | Paradise Football Club       | 22  | 18 | 6  | 4 | 8  | 17 | 20 | -3   |
| 8    | Dayrells Road FCP            | 21  | 18 | 5  | 6 | 7  | 22 | 23 | -1   |
| 9    | Bagatelle FC                 | 13  | 18 | 4  | 1 | 13 | 19 | 38 | -19  |
| 10   | Pinelands SC                 | 5   | 18 | 1  | 2 | 15 | 20 | 69 | -49  |

|  | Champion de la Barbade 2012                                                         |
|  | Relégation en Division 1                                                            |
|  | T : Tenant du titre C : Vainqueur de la Coupe de la Barbade P : Promu de Division 1 |

## Bilan de la saison
| Championnat de la Barbade de football 2012      |                               |
| Champion                                        | Weymouth Wales FC (15e titre) |
| Coupes et trophées                              |                               |
| Vainqueur de la Coupe de la Barbade 2012        | Weymouth Wales FC             |
| Qualifications continentales                    |                               |
| CFU Club Championship 2013                      | Aucun                         |
| Promotions et relégations                       |                               |
| Promus en Championnat de la Barbade de football | Cosmos FC                     |
| Promus en Championnat de la Barbade de football | Saint John's Sonnets          |
| Relégués en Division 1                          | Bagatelle FC                  |
| Relégués en Division 1                          | Pinelands SC                  |